# Kriegsdenkzeichen 1848–1849
Das Kriegsdenkzeichen 1848–1849 wurde durch den Senat der Freien Stadt Frankfurt am 21. Februar 1854 gestiftet und konnte allen Angehörigen des Frankfurter Linien-Bataillons, das auf der Seite des Deutschen Bundes in den Jahren 1848 und 1849 an der Schleswig-Holsteinischen Erhebung teilgenommen hatten, verliehen werden.
Die Auszeichnung ist ein aus Bronze gefertigtes Tatzenkreuz auf dessen oberen Kreuzarm das Frankfurter Wappen, ein nach rechts blickender Adler, zu sehen ist. Auf den waagrechten Kreuzarmen von rechts nach links die Inschrift  1848 UND 1849. Im unteren Kreuzarm ist ein unten zusammengebundener Eichenkranz abgebildet. Rückseitig  FÜR TREUEN DIENST IM KRIEGE.
Getragen wurde die Auszeichnung an einem weißen Band mit roten Seitenstreifen auf der linken Brustseite.